# Live in Texas
Live in Texas è il primo album dal vivo del gruppo musicale statunitense Linkin Park, pubblicato il 18 novembre 2003 dalla Warner Bros. Records.

## Descrizione
Il CD contiene dodici dei 17 brani presenti nel DVD (i cinque rimanenti vennero inseriti successivamente nell'EP Underground 3), che mostra i concerti del 2 e del 3 agosto 2003 rispettivamente nelle città di Houston e Irving (entrambe in Texas) in occasione del Summer Sanitarium Tour 2003; per questo alcuni membri del gruppo si notano spesso in abiti o strumenti differenti: Mike Shinoda indossa per esempio due magliette differenti e Brad Delson si avvale di due chitarre, una PRS rossa ed un'Ibanez nera.
Le versioni audio di Runaway e di From the Inside vennero inserite come b-side del singolo di From the Inside. Durante l'esecuzione di From the Inside inoltre, il batterista dei Metallica Lars Ulrich fa una breve apparizione sul palco travestito da coniglio con guantoni di Hulk.
Nel 2023 l'album è stato reso disponibile in formato doppio vinile all'interno dell'edizione box set di Meteora distribuita per celebrare i vent'anni dalla sua uscita. Rispetto all'edizione originaria, il disco contiene l'intero audio del concerto, includendo di fatto anche le sopracitate cinque tracce tratte da Underground 3.

## Tracce
Testi e musiche dei Linkin Park, eccetto dove indicato.
CD
1. Somewhere I Belong – 3:37
2. Lying from You – 3:07
3. Papercut – 3:06
4. Points of Authority – 3:25
5. Runaway – 3:07 (Linkin Park, Mark Wakefield)
6. Faint – 2:47
7. From the Inside – 3:00
8. P5hng Me A*wy – 5:05
9. Numb – 3:06
10. Crawling – 3:33
11. In the End – 3:31
12. One Step Closer – 4:13

DVD
1. Don't Stay
2. Somewhere I Belong
3. Lying from You
4. Papercut
5. Points of Authority
6. Runaway (Linkin Park, Mark Wakefield)
7. Faint
8. From the Inside
9. Figure.09
10. With You (Linkin Park, The Dust Brothers)
11. By Myself
12. P5hng Me A*wy
13. Numb
14. Crawling
15. In the End
16. A Place for My Head (Linkin Park, Mark Wakefield)
17. One Step Closer

## Formazione
Hanno partecipato alle registrazioni, secondo le note di copertina:
Gruppo
- Chester Bennington – voce
- Rob Bourdon – batteria
- Brad Delson – chitarra
- Joseph Hahn – giradischi, campionatore
- Phoenix – basso
- Mike Shinoda – rapping, voce, chitarra (Somewhere I Belong, Faint, From the Inside, P5hng Me A*wy e Crawling), tastiera (Numb)

Produzione
- Josh Abraham – produzione CD, missaggio
- Matt Caltabiano – produzione DVD
- Ryan Williams – ingegneria del suono
- Brandon Belsky – assistenza Pro Tools
- Kimo Proudfoot – regia

## Classifiche
| Classifica (2003)          | Posizione massima |
| -------------------------- | ----------------- |
| Australia                  | 18                |
| Austria                    | 5                 |
| Belgio (Fiandre)           | 25                |
| Belgio (Vallonia)          | 11                |
| Danimarca                  | 18                |
| Francia                    | 8                 |
| Germania                   | 9                 |
| Italia                     | 25                |
| Nuova Zelanda              | 17                |
| Paesi Bassi                | 43                |
| Portogallo                 | 4                 |
| Regno Unito                | 47                |
| Regno Unito (rock & metal) | 4                 |
| Stati Uniti                | 23                |
| Svezia                     | 45                |
| Svizzera                   | 9                 |